# سرآب خضر الیاس
سرآب خضر الیاس، سرآب خدر الیاس یا سرآب خیر الیاس یک دریاچهٔ طبیعی آب شیرین است که در ۲۳ کیلومتری شمال غربی شهر کرمانشاه و در مسیر کرمانشاه به کامیاران قرار دارد.

## موقعیت
سرآب خضر الیاس در ۲۳ کیلومتری شمال غرب شهر کرمانشاه، در منطقهٔ میان‌دربند و در مسیر کرمانشاه به کامیاران قرار دارد.

## نامگذاری
سراب خضر الیاس که در زبان کُردی مردم منطقه خدر الیاس و نیز خیر الیاس (به کُردی: خه‌ێر ئلیاس) نیز تلفظ می‌شود نام خود را از اعتقادات مذهبی مردم کُرد منطقهٔ پیرامون خود گرفته‌است. خضر و الیاس شخصیت‌های مقدسی هستند که در برخی روایات پیامبر و در روایات دیگر بندگانی با ایمان دانسته‌شده‌اند. این دو شخصیت در روایات بسیاری مورد اشاره قرار گرفته‌اند و برای پیروان دین اسلام، یارسان و علوی‌گری مقدس به شمار می‌آیند. باور بر این است که خضر و الیاس با نوشیدن آب از چشمهٔ حیات عمر جاویدان یافته‌اند. در دین یارسان نیز خضر حامل ذات پیر بنیامین به شمار می‌آید. در میان علویان در ماه اردیبهشت جشنی مذهبی با عنوان خضر روز برگزار می‌شود. در اکثر روایت‌های مربوط به خضر ارتباطی میان این شخصیت با آب و قداست آب وجود دارد.

## ویژگی‌ها
عرض سرآب خضر الیاس نزدیک به ۱۱۰ متر پهنا است. آب این سرآب شفاف و قابل شرب است. در پیرامون سرآب درختان تنومند و سایه‌دار روییده‌اند. سرآب خضر الیاس ۳۰۰۰ مترمربع مساحت دارد و ارتفاع آن از سطح دریا ۱۳۱۰ متر است. طول جغرافیایی آن ۴۷ درجه و ۳ دقیقه و عرض جغرافیایی آن ۳۴ درجه و ۲۹ دقیقه می‌باشد. سرآب خضر الیاس شاخهٔ فرعی رود را تشکیل می‌دهد.

## گونه‌های گیاهی و جانوری
گونه‌ای نعناع به نام نعنای گربه‌ای با نام علمی Nepeta cataria L. در سرآب یاوری می‌روید که کاربرد دارویی دارد.
اگرچه سرآب خضرالیاس وسعت زیادی ندارد اما به دلیل شرایط جغرافیایی آن و وجود گیاهان متنوع در درون و نیز در محیط خارجی سرآب به لحاظ گونه‌ای محیطی بسیار غنی دارد، تا آنجا که در میان سرآب‌های کرمانشاه بیشترین تعداد درشت بی‌مهرگان کف‌زی را دارا است.

## آسیب‌ها
استفاده از آب سرآب خضر الیاس به منظور پرورش ماهی در پایین‌دست سبب شده تا ماهیان پرورشی به داخل سرآب راه یافته و شرایط طبیعی حیات جانوری این سرآب دچار تغییراتی شود. علاوه بر این آب سرآب خضر الیاس به صورت مستقیم مورد استفاده قرار گرفته‌است.

## خشک شدن
در خرداد ۱۴۰۰ سراب خضر الیاس بر اثر خشک‌سالی و کاهش بارندگی بهاره خشک شد.